# Karin Bogaeus
Karin Johanna Agnes Bogaeus, född 25 april 1990, är en svensk barnskådespelare. Hon är dotter till den svenska text- och manusförfattaren Johan Bogaeus.

## Filmografi
- 2000 – En häxa i familjen (som hennes far skrev manuset till)
- 2004 – Om Stig Petrés hemlighet (TV-serie)
- 2007 – Beck – Det tysta skriket (TV-serie)
- 2007 – Rosa: The Movie (som Emma)

### Fotnoter
1. ↑  ”Karin Bogaeus”. IMDb.com. Arkiverad från originalet den 4 mars 2016. https://web.archive.org/web/20160304133806/http://akas.imdb.com/name/nm0091512/. Läst 18 oktober 2012.